# Книга Притчей Соломоновых
Книга Притчей Соломоновых, встречается написание Книга притчей Соломоновых (др.-евр. מִשְׁלֵי‬, «Мишлей» — «Притчи» — в Танахе; др.-греч. Παροιμίαι в Септуагинте; лат. Proverbiorum в Вульгате; церк.-слав. Кни́га При́тчей Соломѡ́нихъ в Елизаветинской Библии), — книга, входящая в состав еврейской Библии и Ветхого Завета. Вторая книга раздела Ктувим еврейской Библии. Двадцатая каноническая книга христианской Библии в Синодальном переводе.

## Описание
В 965 году до н. э. на царский престол в Израиле воссел сын Давида Соломон. Согласно Библии (3Цар. 3:11, 2Пар. 1:11), он не попросил Бога дать ему богатство и славу, но только «премудрость и знание», чтобы «управлять сим народом… великим». В ответ на эту просьбу Яхве даровал ему «премудрость и знание» и «сердце… разумное» (2Пар. 1:10—12; 3Цар. 3:12; 4:30, 31). Впоследствии Соломон «изрёк… три тысячи притчей» (3Цар. 4:32). Лишь некоторые (в Книге Притчей — 915 стихов, некоторые притчи могут включать два стиха) из этих мудрых изречений записаны в библейской Книге Притчей.
По своему характеру это книга поэтически-дидактическая, в поэтических формах излагающая возвышенные религиозно-философские истины с вытекающими из них нравственными положениями. В начальных словах книги прямо говорится, что это «Притчи Соломона, сына Давидова, царя Израильского»; но затем в других местах авторство приписывается другим авторам, например, неизвестным Агуру и царю Лемуилу (иудейская традиция полагает, что это имена Соломона); в последнем некоторые видят того же Соломона, выступающего под разными символическими именами (другие думают, что Лемуил был один из царей Аравии). Соответствующие отделы книги, приписываемые различным авторам, носят на себе признаки разнообразия в стиле и содержании; но в общем это книга весьма резко выраженного типа еврейской мудрости, величайшим представителем которой был Соломон.
Притчи «мудрейшего царя» сохранились потомством. На основании Прит. 25:1, Вавилонский Талмуд (трактат Бава Батра, 15a) приписывает составление книги царю Езекии и его сподвижникам (конец VIII — начало VII века до н. э.). Книга вошла в христианский библейский канон под названием «Книга Притчей Соломоновых» (в подлиннике на древнееврейском языке она называется просто «Притчи» — «Мишлей» משלי), хотя в неё могли быть внесены притчи и других представителей древнееврейской мудрости. Согласно русскому библеисту А. П. Лопухину, в книге Притчей Соломоновых, как и в книге «Премудрость Соломона», автором «прославляется мудрость, которая олицетворяется и сама выступает с вдохновенными изречениями в назидание людям».
По мнению А. П. Лопухина, Книгу Притчей Соломоновых можно назвать «философско-религиозным трактатом, в котором автор излагает добытые разумом и житейским опытом истины в формах дидактическо-поэтической речи, способной производить особенно сильное впечатление на слушателей». Многие изречения этой книги вошли в народное миросозерцание, отголоски её влияния заметны и в Новом Завете, где много заимствований из неё и указаний на разные изречения из книги (всего таких мест насчитывается более тридцати).

## Заимствование из египетских источников
В Притчах Соломона есть стихи, которые очень схожи с древнеегипетским «Поучением Аменемопе» не только по общему смыслу, но и по тексту.
В своей первой краткой публикации отрывков из «Аменемопе» в 1922 году Бадж отметил его очевидное сходство с книгами притч. Также Адольф Эрман, «декан всех египтологов», который в 1924 году опубликовал обширный список соответствий между текстами Аменемопе и библейской Книги Притч, причём основная их часть была сосредоточена в Притчах 22. : 17-23: 11.
«Не писал ли я тебе тридцать?» — в синодальном переводе «трижды» (22:20). Число «тридцать» имеет смысл в «Поучениях Аменемопе», ведь именно они состоят строго из 30 глав. И важно то, что по соседству с этим стихом расположены другие стихи (22:17, 18; 22:24, 25), которые прямо отсылают нас к египетскому оригиналу.
В таблице ниже показаны несколько сравнений.
| Поучения Аменемопе | Притчи |
| --- | --- |
| (3/9—16): «Преклони ухо, внимай сказанному, обратись, чтобы истолковать это, полезно закрепить это в твоей голове, но вредно тому, кто пренебрегает этим» | 22:17, 18 «Преклони ухо твоё и слушай слова мудрые, и сердце твоё обрати к моему знанию, потому что утешительно будет, если ты будешь хранить их в сердце твоём, и они будут также в устах твоих». |
| (9/14— 19, 10/4) «Не тщись найти выгоду, чтобы обеспечить свои потребности. Если ты приобрёл богатства грабежом, они не проведут и ночи с тобой; на рассвете они уже вне дома твоего, их место можно узреть, но их уже нет… они сделали себе крылья, как гуси, и улетели к небу» | 23:4, 5 «Не заботься о том, чтобы нажить богатство, оставь такие мысли твои, устреми твои глаза на него — и его уже нет; потому что оно сделает себе крылья и, как орёл, улетит к небу»            |
| (11/13, 11/17) «Не братайся со вспыльчивым, не приближайся к нему для разговора… пусть он не завлечёт тебя и не набросит петли на тебя…» | 22:24, 25 «Не дружись с гневливым и не сообщайся с человеком вспыльчивым, чтобы не научиться путям его и не навлечь петли на душу твою»                                                            |